# Stożek wypukły
Stożek wypukły – niepusty podzbiór przestrzeni liniowej o tej własności, że kombinacja liniowa o współczynnikach nieujemnych elementów tego zbioru również do niego należy. Tzn. podzbiór {\displaystyle C} przestrzeni liniowej nazywany jest stożkiem wypukłym wtedy i tylko wtedy, gdy
{\displaystyle \forall _{x,y\in C}\;\forall _{\lambda ,\mu \geqslant 0}\;\lambda x+\mu y\in C.}
Stożek wypukły jest w szczególności zbiorem wypukłym.